# Formuła zgody
Formula zgody wraz z Wyznaniem augsburskim, Obroną Wyznania augsburskiego, Małym i Dużym katechizmem, Artykułami szmalkaldzkimi stanowi jedną z sześciu ksiąg wyznaniowych, zawierających zasadnicze nauki luteranizmu.